# Rio Rahad
O rio Rahad é um curso de água do oeste da Etiópia com origem no planalto etíope. Este rio que seca muito na estação seca é um afluente do Nilo Azul onde desagua pela margem direita.